# Полторацкий, Роман Геральдович
Роман Геральдович Полторацкий (узб. Roman Geralʻdovich Poltoraskiy; род. 22 июля 1972 года, Ташкент, Узбекская ССР) — легкоатлет Узбекистана, специализирующийся в метании диска. Участник XXVI Летних Олимпийских игр и XXVII Летних Олимпийских игр, серебряный призёр Чемпионата Азии.

## Карьера
В декабре 1991 году по версии журнала «Легкая атлетика» включен в список лучших атлетов года страны.
В 1995 году на Чемпионате Узбекистана по лёгкой атлетике метнул диск на 61 метр и завоевал первое место. На Чемпионате Азии по лёгкой атлетике в Джакарте (Индонезия) в соревновании по метанию диска с результатом 57.36 метра завоевал серебряную медаль. В 1996 году на международном турнире в Джакарте (Индонезия) в метании диска стал третьим с результатом 58.54 метров. На Летних Олимпийских играх в Атланте (США) метнул диск на 51.96 метра в квалификации, но этого было не достаточно, чтобы пройти в финальную часть турнира.
В 1997 году снова выиграл Чемпионат Узбекистана метнув диск на 59.60 метров. В 1998 году на международном турнире памяти Гусмана Косанова в Алма-Ате (Казахстан) с результатом 53.38 метра, занял третье место. В 1999 году на международных соревнованиях в Ташкенте занял первое место, а в Бишкеке (Кыргызстан) второе место с результатом 54.33 метра.
В 2000 году на турнире памяти Косанова в Алма-Ате занял третье место, а затем на турнире в Ташкенте был первым. На Летних Олимпийских играх в Сиднее (Австралия) метнул диск всего лишь на 47.83 в квалификации, заняв 41 место и не прошёл в финальную часть игр.